# Grasnarbe
Als Grasnarbe wird der zusammenhängende Bewuchs des Bodens durch Gräser und Kräuter bezeichnet, der durch geschlossenen Pflanzenbestand und die Wurzeln einen festen Zusammenhalt bekommt.
Das Wort kam vom Niederdeutschen in die Schriftsprache. Verwandte Bezeichnungen sind Gras- bzw. Rasendecke, ferner Heidenarbe, im süddeutschen und österreichischen Sprachraum Wasen, auf alpinen Weideflächen die Schaftrift.

## Erosion
Die Pflanzendecke der Grasnarbe fängt die Prallenergie von Regentropfen elastisch auf. Die Humusschicht nimmt einen Teil des Wassers auf, sodass der Anteil des Oberflächenwassers bei Niederschlagsbeginn reduziert wird. Gleichzeitig bilden die Pflanzen für das am Hang abfließende Wasser Hindernisse, was der Entstehung von Rinnsalen entgegenwirkt und so der Bildung von Erosionsrinnen. Insgesamt setzt die Grasnarbe der Bodenerosion einen hohen Widerstand entgegen, der um ein Vielfaches höher als der von nacktem Boden ist. Wo die Bod teilweise fehlt, oder wo der mechanische Zusammenhalt durch hohe Feuchtigkeit oder Starkregen beeinträchtigt ist, kann es zum Abreißen der Grasnarbe kommen. Auf Steilhängen können dann Plaiken (bewuchslose Flächen) oder Hangrutschungen entstehen, in Flyschbergen hingegen ein langsameres Bodenfließen (Solifluktion).

## Beweidung
Die Weidewirtschaft trägt entsprechend ihrer Intensität zur Verfestigung bei: Intensive Beweidung erhöht die Bodenverdichtung, während die Wasserspeicherkapazität 
gegenüber einer Schnittnutzung abnimmt. Trotzdem bleiben die Futtererträge gleich.
Extensive Weidenutzung kann den Artenreichtum meist erhöhen. Bei sehr steilem Gelände und bei Bodennässe kann generell von extensiver Beweidung ausgegangen werden. Die Bewirtschaftung von Almen hat daher nicht nur landwirtschaftliche Aspekte, sondern dient auch dem Umweltschutz (Artenvielfalt und Vorbeugung gegen Naturgefahren) und durch die Landschaftspflege dem Tourismus. Allerdings kann die Grasnarbe stellenweise stärker belastet werden, wo sich schweres Vieh häufiger aufhält. Lokale Zerstörungen der Grasnarbe, insbesondere an Steilstellen und bei Bodennässe, kann kleinflächige Erosionsschäden nach sich ziehen, welche größere Hangrutschungen zur Folge haben können.

## Bodenleben und Hohlräume
Im Wurzelbereich beginnt das Edaphon, das Bodenleben: Bakterien (ein einziges Gramm Erde aus der Rhizosphäre einer Pflanze kann eine Milliarde Bakterienzellen enthalten), eine Bodenflora meist aus Moosen, Pilze und Bodenfauna (Springschwänze, Milben, Nematoden, Tausendfüßer, Regenwürmer, Käfer und Engerlinge sowie Maulwürfe oder Wühlmäuse, um einige Beispiele zu nennen).
Unter dem Gras bilden sich oft flache Hohlräume, die durch das Auffrieren von Steinen, durch die Wühltätigkeit der Bodenfauna oder durch Baumwurzeln verstärkt werden. Sie können auch flachliegenden Fels durch ihre Säure und andere biologisch-chemische Verwitterung erodieren oder vorhandene Klüfte verbreitern. Bodenfauna, Bodenflora und das Mycel von Pilzen tragen dazu bei, andererseits verfestigen letztere die Grasnarbe.

## Sonstiges
Die Stabilität einer natürlichen Grasnarbe wird durch landwirtschaftlich erzeugte Rasenziegel (bis ca. 8 cm Stärke) oder Rollrasen (1,5–2,5 cm Stärke) verpflanzbar und sowohl im Garten als auch auf dem Sportplatz eingesetzt, sowie zur Befestigung unbewachsener Böschungen oder im Gebirge zur Vorbeugung gegen Muren. In den letzten Jahren setzt sich Rollrasen verstärkt gegenüber Einsaaten durch, da die Grasnarbe des Rollrasens die belegte Fläche sofort nach dem Verlegen stabilisiert und Wasser- und Winderosionen vermeidet. Grassoden/Rollrasen sind in der Vegetationsperiode in 10–14 Tagen mit dem Boden verwachsen, die maximale Durchwurzelungstiefe ist je nach Grasart bereits nach drei Monaten erreicht.
Der Geodät hat oft Mühe, überwachsene Vermessungspunkte unter der Grasnarbe zu finden, die am Straßenrand durch den Rollsplitt bis zu einigen Zentimetern jährlich an Höhe zunimmt. Das bewährte Gegenmittel sind genaue „Topografien“ (Punktbeschreibungen) mit Sperrmaßen zu Gebäuden oder markanten Bäumen.